# Nematosphaeropsis
Nematosphaeropsis is een geslacht in de taxonomische indeling van de Myzozoa, een stam van microscopische parasitaire dieren. Nematosphaeropsis werd in 1955 ontdekt door Deflandre & Cookson.